# Elecciones municipales de 2019 en Cardeñuela Riopico
Las elecciones municipales de 2019 se celebraron en Cardeñuela Riopico el domingo 26 de mayo, de acuerdo con el Real Decreto de convocatoria de elecciones locales en España dispuesto el 1 de abril de 2019 y publicado en el Boletín Oficial del Estado el día 2 de abril. Se eligieron los 5 concejales del pleno del Ayuntamiento de Cardeñuela Riopico, a través de un escrutinio mayoritario pluriominal con listas abiertas saliendo elegidos concejales los cinco candidatos con más votos. En este sistema de listas abiertas cada elector puede emitir hasta un voto menos que el número de concejales que se eligen. Es el mismo sistema electoral que se utiliza en las elecciones al Senado. En los municipios de hasta 100 habitantes, un elector puede marcar hasta dos candidatos y, si el municipio tiene hasta 250 habitantes, se puede votar hasta cuatro candidatos. A partir de esta cifra de habitantes, el sistema electoral pasa a ser de escrutinio proporcional plurinominal (mediante el Sistema D'Hondt) con listas cerradas y con una barrera electoral el 5% de los votos.

## Candidaturas
En abril de 2019 se publicaron 4 candidaturas, el partido que gobernó con mayoría absoluta la anterior legislatura, Vox, el PSOE, el PP y la coalición del Partido Castellano-Tierra Comunera-Imagina.

## Resultados
El partido Vox vuelve a ganar las elecciones en el municipio con mayoría absoluta aunque perdiendo un escaño que recupera el PSOE. El municipio es uno de los cinco municipios repartidos por toda España en donde el partido liderado por Santiago Abascal ha obtenido mayoría absoluta.
| Candidatura     | Candidatura                                                              | Votos    | %                     | Elegido               |
| --------------- | ------------------------------------------------------------------------ | -------- | --------------------- | --------------------- |
|                 | Julio Hernando Cano (PSOE)                                               | 39       | 36,11                 | Sí                    |
|                 | Gloria Burgos Izquierdo (Vox)                                            | 38       | 35,19                 | Sí                    |
|                 | Nicasio Gómez Ruíz (Vox)                                                 | 38       | 35,19                 | Sí                    |
|                 | Pablo Sevilla Conejero (PSOE)                                            | 35       | 32,41                 | Sí                    |
|                 | Ana María Ureta García (Vox)                                             | 32       | 29,63                 | Sí                    |
|                 | Sergio Girón Burgos (PSOE)                                               | 30       | 27,78                 | No                    |
|                 | Emilio Díez del Val (PSOE)                                               | 29       | 26,85                 | No                    |
|                 | Aureliano Iglesias Alonso (Vox)                                          | 28       | 25,93                 | No                    |
|                 | Elías Ureta Miguel (Partido Castellano-Tierra Comunera-Imagina)          | 16       | 14,81                 | No                    |
|                 | Cristina Somavilla González (Partido Castellano-Tierra Comunera-Imagina) | 10       | 9,26                  | No                    |
|                 | Juan Carlos Hernando Ortiz (Partido Castellano-Tierra Comunera-Imagina)  | 9        | 8,33                  | No                    |
|                 | María Goretti López García (PP)                                          | 4        | 3,70                  | No                    |
| Votos en blanco | Votos en blanco                                                          | 0        |                       | n/a                   |
| Votos válidos   | Votos válidos                                                            | 82 (308) | 100,00                | 5                     |
| Votos nulos     | Votos nulos                                                              | 4        | Participación: 81,90% | Participación: 81,90% |
| Votantes        | Votantes                                                                 | 86       | Participación: 81,90% | Participación: 81,90% |
| Electores       | Electores                                                                | 105      | Participación: 81,90% | Participación: 81,90% |

Fuente: Junta Electoral Central

## Concejales electos
| N.º | Nombre                    | Lista | Lista |
| --- | ------------------------- | ----- | ----- |
| 1   | Nicasio Gómez Ruiz        |       | Vox   |
| 2   | Julio Hernando Cano       |       | PSOE  |
| 3   | Gloria Burgos Izquierdo   |       | Vox   |
| 4   | Emilio Diaz del Val       |       | PSOE  |
| 5   | Aureliano Iglesias Alonso |       | Vox   |